# Комунисти на Русия
Комунисти на Русия или Комунистическа партия „Комунисти на Русия“ (на руски: Коммунисты России, Коммунистическая партия «Коммунисты России» (КПКР)) е комунистическа политическа партия в Русия. Основана е през май 2009 г. като обществена неправителствена организация и е официално регистрирана като политическа партия през април 2012 г. Председател на Централния комитет на партията е Сергей Малинкович.